# Plaza del Puente
La plaza del Puente es un espacio urbano situado en el Casco Antiguo de Alicante (España). Su nombre proviene de un antiguo acueducto que cruzaba la zona y recogía las aguas pluviales que descendían del monte Benacantil.
Durante el siglo XIX, el acueducto y la plaza jugaron un papel clave en la gestión del agua en Alicante, una ciudad que enfrentaba problemas de abastecimiento hídrico. El acueducto canalizaba el agua de lluvia, ayudando tanto en el suministro a la población como en la prevención de inundaciones.
Con la llegada de un sistema de agua potable más avanzado a finales del siglo XIX, el acueducto y la función original de la plaza dejaron de ser necesarios, y la infraestructura fue desapareciendo. Sin embargo, la plaza ha mantenido su nombre y sigue siendo un lugar destacado en el Casco Antiguo, habiendo sido objeto de proyectos de rehabilitación urbana.
En la plaza del Puente se encuentra el acceso a los pozos de Garrigós, que forman parte del Museo de Aguas de Alicante.